# Kommissar für Regionalpolitik
Der Kommissar für Regionalpolitik ist ein Mitglied der Europäischen Kommission. Er ist für die Regionalpolitik der Europäischen Union verantwortlich.
Erstmals gab es 1967 einen Kommissar, der für Regionalpolitik zuständig war, allerdings nicht als eigenes Ressort. Damals war Hans von der Groeben Kommissar für Binnenmarkt, Handel, Steuern und Regionalpolitik. Seit Amtsantritt der Kommission Ortoli 1973 bildete die Regionalpolitik ein eigenständiges Ressort. Von 1985 bis 1999 hatte es die Bezeichnung Regionalpolitik und Kohäsion.

## Bisherige Amtsinhaber
| Kommissar            | Amtszeit  | Herkunft               | nationale Partei | europäische Partei/ politische Richtung |
| -------------------- | --------- | ---------------------- | ---------------- | --------------------------------------- |
| Raffaele Fitto       | seit 2024 | Italien                | FdI              | EKR                                     |
| Elisa Ferreira       | 2019–2024 | Portugal               | PS               | SPE                                     |
| Corina Crețu         | 2014–2019 | Rumänien               | PSD              | SPE                                     |
| Johannes Hahn        | 2010–2014 | Österreich             | ÖVP              | EVP                                     |
| Paweł Samecki        | 2009–2010 | Polen                  | PO nahestehend   | EVP nahestehend                         |
| Danuta Hübner        | 2004–2009 | Polen                  | PO               | EVP                                     |
| Jacques Barrot       | 2004      | Frankreich             | UMP              | EVP                                     |
| Michel Barnier       | 1999–2004 | Frankreich             | UMP              | EVP                                     |
| Monika Wulf-Mathies  | 1995–1999 | Deutschland            | SPD              | SPE                                     |
| Bruce Millan         | 1989–1995 | Vereinigtes Königreich | Labour           | SPE                                     |
| Grigoris Varfis      | 1985–1989 | Griechenland           | PASOK            | SPE                                     |
| Antonio Giolitti     | 1977-1985 | Italien                | PSI              | SPE                                     |
| George Thomson       | 1973–1977 | Vereinigtes Königreich | Labour           | sozialdemokratisch                      |
| Albert Borschette    | 1970-1973 | Luxemburg              |                  |                                         |
| Hans von der Groeben | 1967–1970 | Deutschland            | CDU nahestehend  | christdemokratisch                      |